# Acústica arquitectónica
La acústica arquitectónica es una rama de la acústica aplicada a la arquitectura, que estudia el control acústico en locales y edificios, bien sea para lograr un adecuado aislamiento acústico entre diferentes recintos, o para mejorar el acondicionamiento acústico en el interior de locales. La acústica arquitectónica estudia el control del sonido en lugares abiertos (al aire libre) o en espacios cerrados.

## Evolución histórica

### La acústica arquitectónica en la antigüedad
Los escritos más antiguos que se conocen sobre acústica arquitectónica datan del siglo I a. C., más concretamente, el año 25 a C. y se deben a Marco Vitrubio Polio, ingeniero militar de Julio César. En estos escritos describen varios diseños para la acústica de los antiguos teatros romanos. Por ejemplo, se utilizaban vasijas de bronce afinadas que actuaban como resonadores, bajos o agudos. Aunque la vasijas servían para redirigir el sonido en una dirección diferente a la inicial, no lo reforzaban.
En las iglesias cristianas, de bóvedas altas, con muchos problemas acústicos, sobre el púlpito se colocaba un tornavoz, especie de marquesina, que evitaba que el sonido de la voz del predicador se perdiese por las bóvedas. Se consiguieron resultados muy notables.
Hasta el siglo XIX, el diseño acústico era puramente práctico y consistía, principalmente, en imitar disposiciones de salas existentes en las que la música sonaba bien. Además, había a veces, prácticas casi supersticiosas, tales como colocar alambres (que no tenían ninguna función) en los lugares altos de una iglesia o auditorio.

#### Acústica arquitectónica en Mesoamérica
Más de 1000 años antes de la creación de la acústica arquitectónica moderna, en la boca del pozo de los brujos de agua, Chichén Itzá, estaba comenzando la creación de uno de los fenómenos de acústica arquitectónica antigua más sobresalientes. Parándose a 40 metros del Templo de Kukulkán, en la perpendicular de la escalinata y produciendo un sonido impulsivo ( de corta duración pero fuerte volumen) como un aplauso o tocar un instrumento de percusión, se produce un efecto acústico denominado “La cola del Quetzal”. 

Templo de Kukulkán.

Dicho efecto es un sonido agudo, parecido al canto de un Quetzal, el ave sagrada de los mayas. A primera consideración, el efecto peculiar acústico que se tiene en Chichén Itzá parece ser producto de suerte y coincidencia, no obstante en el 2004 Nico Declerq y varios científicos belgas de la Universidad de Ghent demostraron la forma en la cual las ondas de sonido rebotadas alrededor de la escalinata, producían sonidos que se habían interpretado en la antigüedad, como el canto de un Quetzal o el golpeteo de las gotas de lluvia.
Tras varias simulaciones acústicas y cálculos, demostraron que si bien la predicción exacta de los sonidos resultantes era probablemente imposible, la construcción peculiar de la pirámide fue llevada a cabo de manera intencional, a fin de que produjera sonidos sorprendentes.
El secreto del canto de la pirámide se debe a las largas y extrañas escaleras, en las cuales los escalones son mucho más altos de lo normal y con una base mucho menor del tamaño del pie completo de una persona en la actualidad. Dicha combinación de medidas hace de los escalones una especie de filtro acústico que enfatiza algunas frecuencias mientras suprime otras. Se tiene entonces que al producir un fuerte sonido, este viaja chocando con múltiples “paredes” separadas por unos cuantos centímetros de base, creando un eco múltiple, el cual regresa con un pequeño desfase con respecto al sonido anterior. El resultado de dicho juego de geometría acústica, es la sucesión de ecos casi pegados de distintos tonos (los tonos más bajos se dan por el rebote de los escalones más altos y viceversa).
El oído humano no discierne las diferentes ondas sonoras que lo estimulan y por ello las asimila como un sonido continuo que va cambiando el tono, creando el canto del Quetzal. Con ello, la escalinata hace la función de difractador de sonido gigante.
Si bien es científicamente imposible el comprobar si la construcción de la pirámide realmente fue un proyecto intencional de acústica arquitectónica, y resulta más plausible la idea de que la idea principal detrás de la construcción era el juego de luces durante el equinoccio, no se puede descartar la idea de que la construcción de escalones tan incómodos tuviese un propósito más elevado.
Asimismo, la existencia de otros sitios con efectos similares en Mesoamérica, como en Teotihuacán, da pie al estudio de la existencia de una relación explícita entre las edificaciones en las cuales se presenta dicho fenómeno, sobre todo porque en toda la región el Quetzal tenía un papel religioso-mitológico importante. El estudio de los elementos específicos para la producción del fenómeno acústico, podrá llevar a la comparación entre sitios arqueológicos, y el resultado podría tanto apoyar como descartar la hipótesis de que el efecto fue incorporado de manera intencional por los constructores.

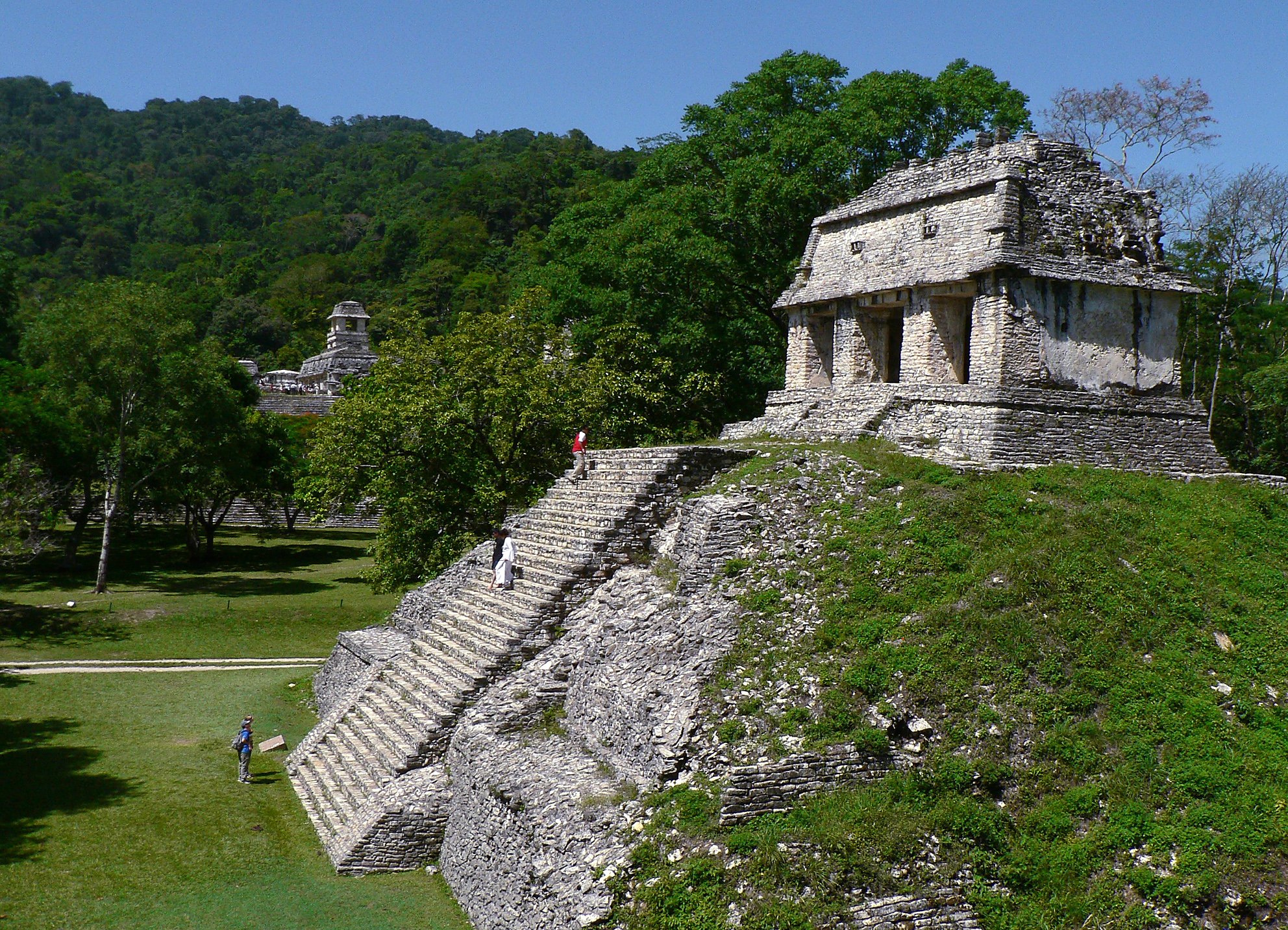
Zona arqueológica en Palenque.

Otro fascinante fenómeno acústico, fue descubierto por la arqueóloga de la UNAM, Francisca Zalaquett, la cual descubrió que los templos y las plazas de la ciudad maya de Palenque en Chiapas, tenían como función secundaria la amplificación de las ondas sonoras, para proyectarlas con nitidez a una distancia de al menos cien metros. Se llevó a cabo un análisis arqueoacústico de los rituales públicos que se llevaban a cabo en el área de las plazas, lo cual sugirió que los edificios funcionaban como amplificadores sonoros y que la capa de estuco que los recubría era especialmente usada para estimular dicho efecto acústico, ya que altera la reflexión y absorción de los sonidos.
Asimismo, Zalaquett y su equipo identificaron habitaciones que eran utilizadas de forma exclusiva por músicos, sacerdotes y oradores. Dichos compartimentos jugaban un papel clave en la estructura sonora de los edificios, ya que cualquier sonido que se producía en ellos, era proyectado con mucha mayor intensidad y nitidez que si se emitía desde otro punto de la construcción.
De igual manera, algunas de las múltiples plazas de Palenque parecen estar diseñadas de tal forma que fungen como receptores de sonido y que de alguna manera son nichos de destino en el viaje de las ondas sonoras.

### Wallace Clement Sabine
La acústica arquitectónica moderna, nació a finales del siglo XIX gracias al físico estadounidense Wallace Clement Sabine.
En 1895, cuando se inauguró el museo de Arte Fogg, los miembros del consejo de la Universidad de Harvard, al comprobar que la acústica del recinto era pésima y que el discurso de los oradores eran ininteligible, pidieron a Sabine que resolviera el problema.
Sabine llegó a la conclusión, que el problema residía en la excesiva reverberación de la sala. Para reducirla, cubrió las paredes con fieltro que es un absorbente acústico. Aunque no fue una solución ideal, la acústica mejoró y pudo utilizarse la sala.
Tras este logro, Sabine fue llamado para asesorar la construcción del nuevo Boston Symphony Hall. En el desarrollo de este proyecto, durante sus investigaciones, estableció una fórmula de cálculo del tiempo de reverberación que aplicó al recinto.
Cuando llegó el momento de la inauguración en 1900, Sabine se llevó una gran decepción, ya que el tiempo de reverberación de la sala no se ajustaba al que él había predicho teóricamente. Fue muy criticado por los medios de comunicación y por otros expertos en la materia.
Tras este fracaso Sabine abandonó sus investigaciones y volvió al mundo universitario, dedicándose a la enseñanza hasta su muerte en 1919.
Sin embargo, la historia colocó a Sabine en el lugar que merecía. En 1950, cincuenta años después de la construcción del teatro, se realizaron algunas pruebas y se pudo contrastar que los cálculos de Sabine eran correctos. De hecho, hoy en día (2005), el Boston Symphony Hall está considerado, desde el punto de vista acústico, como una de las mejores salas del mundo.

### Después de Sabine
Muchos autores intentaron mejorar la ecuación del tiempo de reverberación para una sala y, aunque hay otras formulaciones que cuentan con aceptación, como la de Eyring y Milligton, sin resultados mejores a los de Sabine; por lo que la fórmula de Sabine sigue en uso.
En los laboratorios Bell, E. N. Gilbert demostró que gracias a la utilización de una ecuación integral, se podía obtener un resultado por un procedimiento iterativo. Se han obtenido buenos resultados para ciertas aplicaciones.
A partir de 1968, se han desarrollado métodos informáticos de trazado de rayos sonoros con la idea de seguir todas las reflexiones que se producen y de esta forma calcular el tiempo de reverberación.
Tampoco estas técnicas recientes han dado resultados mucho mejores que las de Sabine. La fórmula de Sabine sólo ha sido mejorada al introducir un factor de absorción (x) del aire para una determinada temperatura y humedad. Factor que tiene gran importancia si se trata de grandes recintos.
Aunque Sabine es el padre de la acústica arquitectónica, se ha de tener en cuenta que la fórmula de Sabine ni es la única, ni tampoco es absolutamente fiable. Sólo se trata de una de las fórmulas más utilizadas.

## Acústica en espacios abiertos

Esquema de teatro griego.

En los espacios abiertos el fenómeno preponderante es la difusión del sonido. Las ondas sonoras son ondas tridimensionales, es decir, se propagan en tres dimensiones y sus frentes de ondas son esferas radiales que salen de la fuente de perturbación en todas las direcciones. La acústica habrá de tener esto en cuenta, para intentar mejorar el acondicionamiento de los enclaves de los escenarios para aprovechar al máximo sus posibilidades y mirar como redirigir el sonido, focalizándolo en el lugar donde se ubique a los espectadores.
Los griegos construyeron sus teatros, donde las obras dramáticas y las actuaciones musicales, en espacios al aire libre (espacios abiertos) y aprovecharon las propias gradas en donde se ubicaban los espectadores (gradas escalonadas con paredes verticales) como reflectores, logrando así que el sonido reflejado reforzase el directo, de modo que llegaban a cuadruplicar la sonoridad del espacio que quedaba protegido por las gradas. El tamaño de los teatros griegos, alguno de los cuales, gracias a sus propiedades acústicas, llegó a tener capacidad para 15 000 espectadores, no ha sido igualado.

Teatro moderno al aire libre.

Los romanos utilizaron una técnica parecida, no obstante, la pared de las gradas no era plana, sino curva, lo que permitía que se perdiese menor cantidad de sonido y lo focalizaban mejor hacia un mismo punto (Planteamiento similar al del reflector parabólico). Sin embargo los más grandes entre los romanos solamente tenían capacidad para unos 5000 espectadores. La pérdida de las condiciones se debió en gran parte a que la orchestra, que el teatro griego servía para reflejar el sonido, en Roma fue el lugar que ocupaban los senadores y otros cargos, con lo que empeoraron las condiciones.
Actualmente (2005), se aprovechan los conocimientos que la cultura clásica nos ha legado y los recintos abiertos, se construyen con paredes curvas abombadas en forma de concha o caparazón. Los materiales utilizados tienen propiedades reflectoras para facilitar el encaminamiento del sonido hacia donde se ubican los espectadores. El problema es que la respuesta en frecuencia no es uniforme y los graves llegan con mayor dificultad hasta el auditorio que los agudos.

## Acústica en espacios cerrados
En los espacios cerrados, el fenómeno preponderante que se ha de tener en cuenta es la reflexión. Al público le va a llegar tanto el sonido directo como el reflejado, que si van en diferentes fases pueden producir refuerzos y en caso extremos falta de sonido. El eco es un fenómeno diferente de la reverberación y se tiende a evitar.
A la hora de acondicionar un local, se ha de tener en cuenta, tanto que no entre el sonido del exterior (Aislamiento acústico).
Además, en el interior se ha de lograr la calidad óptima del sonido, controlando la reverberación y el tiempo de reverberación, a través de la colocación de materiales absorbentes y reflectores acústicos.

## Características acústicas de los estudios de grabación
Las características acústicas de cada sala serán específicas para el uso que se le vaya a dar.
Es importante que el campo sonoro de la sala sea difuso. Con ese fin, se pondrán difusores, absorbentes, aislantes que permitan redistribuir uniformemente el sonido y aproximarse al campo difuso ideal.